# Волжский ленточный голубь
Волжский ленточный — порода голубей выведена русскими голубеводами. Это один из вариантов волжского статного голубя .

## История
Относительно молодая порода выведена в начале XX века на базе ржевских, сызранских вислокрылых и волжских красногрудых голубей.

## Полет
При правильной тренировке и разведении голуби хорошо летают, держатся на большой высоте, полет круговой, замедленный, продолжительностью 2-3 часа и более.

## Содержание
К условиям содержания птицы нетребовательны. Они заботливые родители-хорошо высиживают и выкармливают птенцов.

## Стандарт на Волжских ленточных

### Общий вид
Голуби средней величины, имеют оригинальное статное телосложение и привлекательное по расцветке оперение.

### Расовые признаки
- Голова: ореховидной формы, темя плоское
- Лоб: относительно широкий, круто спускающий к основанию клюва и несколько округленный, затылок также он гладкий
- Глаза: темные, средней величины
- Веки: узкие, гладкие, бледно-телесные
- Клюв: светло-розовый, относительно короткий, в основании толстый, а на конце заостренный и плотносомкнутый, иногда в середине бывает незначительный расщел
- Восковица: слабо развита, мягкая, телесного цвета, припудренная
- Шея: полная, к голове сужающаяся и красиво выгнута, средней длины, иногда птицы трясут ею
- Грудь: широкая, выпуклая
- Спина: короткая, широкая в плечах, покатая к хвосту
- Крылья: опущены ниже хвоста, почти касаются земли и состоят из широких, упругих маховых перьев
- Хвост: состоит из 12-16 рулевых перьев, плоский, широкий средне приподнятый, по длине пропорционален телу
- Ноги: короткие, оперенные
- Когти: телесного цвета
- Оперение: вишнево-белая, изредка встречаются желто-белые

### Цвет и рисунок
Вишневое — голова, шея, грудь, спина, надхвость и хвост.
Белые подклювье, горло, щеки, брови, крылья, брюшко и ноги. Поперек хвоста, отступя от конца 5-10 мм проходит белая полоса 10-20 мм шириной. Вся окраска сочная, ровная, блестящая. Грудь и шея с фиолетовым отливом.